# Eleições na Alemanha
Eleições na Alemanha incluem eleições para o Bundestag (o parlamento federal da Alemanha), para os Landtags dos diversos estados e eleições locais.
Diversos artigos da Lei Fundamental da República Federal da Alemanha regulam as eleições e estabelecem requisitos constitucionais, como o voto secreto e a exigência de que todas as eleições sejam conduzidas de forma livre e justa. A Lei Fundamental também determina que o legislativo federal promulgue leis detalhadas para regulamentar as eleições. Um desses artigos é o Artigo 38, que trata da eleição dos deputados do Bundestag federal. O Artigo 38.2 estabelece o sufrágio universal: "Qualquer pessoa que tenha atingido a idade de dezoito anos tem direito a votar; qualquer pessoa que tenha atingido a maioridade pode ser eleita."
As eleições federais alemãs determinam todos os membros do Bundestag, que, por sua vez, decide quem será o chanceler da Alemanha. A eleição federal mais recente ocorreu em 2025.

## Eleições alemãs de 1871 a 1945
Após a unificação da Alemanha sob o Império Alemão com o Imperador Guilherme I em 1871, foram realizadas eleições para o Reichstag (Assembleia Imperial), que substituiu seu homônimo, o Reichstag da Confederação da Alemanha do Norte. O Reichstag podia ser dissolvido pelo imperador ou, após a abdicação de Guilherme II em 1918, pelo presidente da Alemanha.
Com a Constituição de Weimar de 1919, o sistema de votação mudou de distritos eleitorais uninominais para representação proporcional. A idade mínima para votar foi reduzida de 25 para 20 anos. O sufrágio feminino já havia sido estabelecido por uma nova lei eleitoral em 1918, após a Revolução de Novembro daquele ano.
Após a ascensão dos nazistas ao poder em janeiro de 1933, foi realizada outra eleição nacional em 5 de março. Esta foi a última eleição competitiva antes da Segunda Guerra Mundial, embora não tenha sido nem livre nem justa. A violência e intimidação por parte da Sturmabteilung, Schutzstaffel e Der Stahlhelm já ocorriam há meses contra sindicalistas, comunistas, sociais-democratas e até católicos de centro-direita. Em 27 de fevereiro, pouco antes da eleição, o Decreto do Incêndio do Reichstag suspendeu a liberdade de imprensa e a maioria das liberdades civis. Seguiram-se prisões em massa, incluindo todos os delegados do Partido Comunista da Alemanha e vários do Partido Social-Democrata da Alemanha. 50.000 membros da Hilfspolizei (polícia auxiliar nazista) "monitoraram" os locais de votação no dia da eleição para intimidar os eleitores.
Embora o Partido Nazista tenha obtido um desempenho melhor do que nas eleições de novembro de 1932, ainda assim conquistou apenas 33% dos votos. Prendendo seus rivais e intimidando outros para que não assumissem seus assentos, os nazistas passaram de uma pluralidade para a maioria. Apenas duas semanas após a eleição, a Lei de Concessão de Plenos Poderes de 1933 concedeu a Hitler poder ditatorial. Mais três eleições foram realizadas na Alemanha Nazista antes da guerra. Todas elas assumiram a forma de um referendo de pergunta única, no qual os eleitores eram instados a aprovar uma lista predefinida de candidatos compostos exclusivamente por nazistas e por "convidados" nominalmente independentes do partido.

### Eleições no Império Alemão

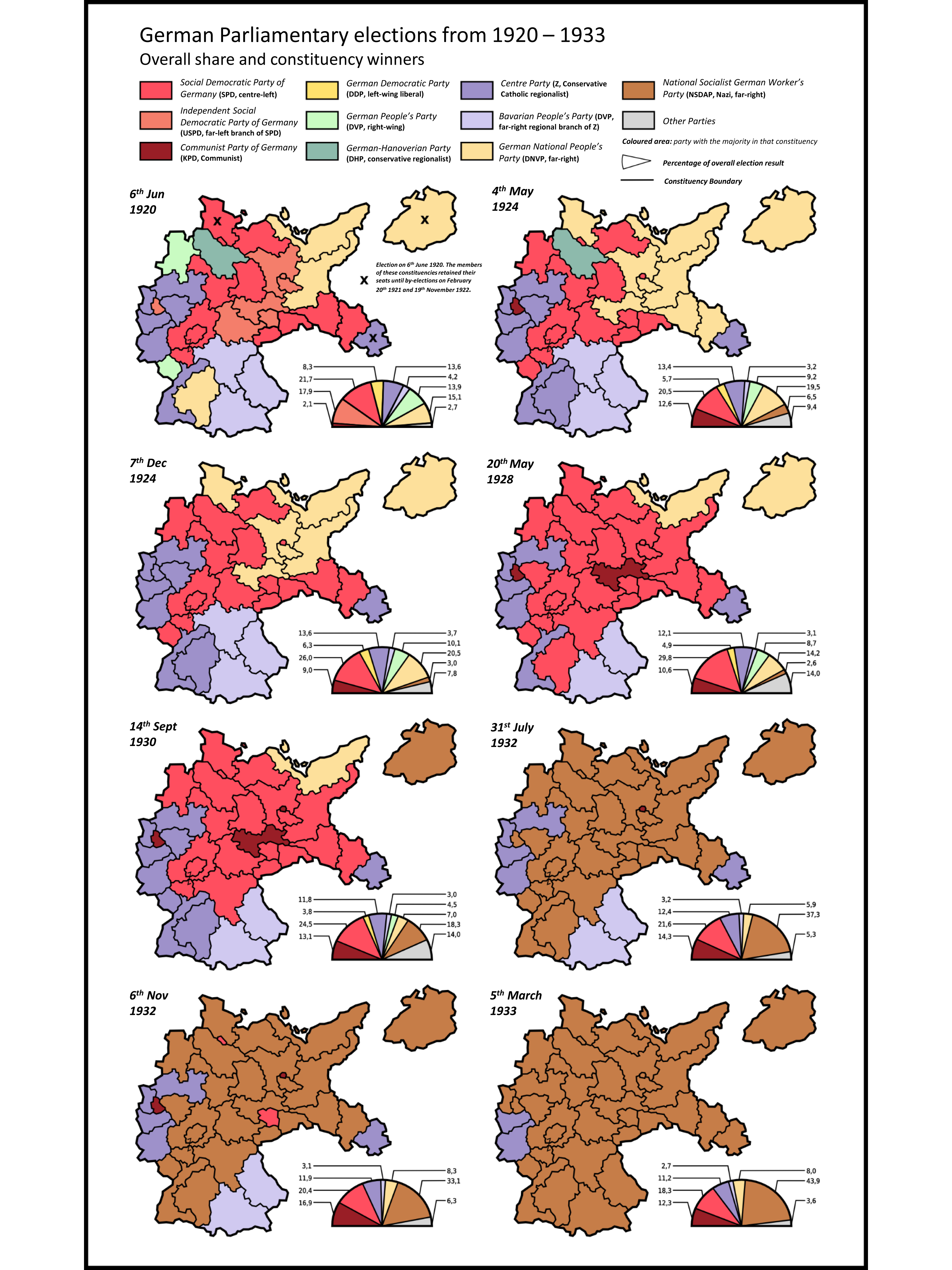
Eleições parlamentares alemãs, 1920–1933

- 1848
- 1871
- 1874
- 1877
- 1878

- 1881
- 1884
- 1887
- 1890

- 1893
- 1898
- 1903
- 1907
- 1912

### Eleições federais na República de Weimar
- 1919
- 1920
- maio de 1924
- dezembro de 1924
- 1928
- 1930
- julho de 1932
- novembro de 1932

### Eleições na Alemanha Nazista
- março de 1933, federal
- novembro de 1933, federal
- 1936, parlamentar
- 1938, parlamentar

## Eleições alemãs desde 1949

### República Federal da Alemanha

#### Sistema eleitoral

O sistema político alemão

As eleições federais (chamadas "Bundestagswahlen") são realizadas aproximadamente a cada quatro anos, conforme o requisito constitucional de que as eleições ocorram entre 46 e 48 meses após a reunião do Bundestag. Eleições podem ocorrer antes em circunstâncias constitucionais excepcionais: por exemplo, se o Chanceler perder um voto de confiança no Bundestag, então, durante um período de carência antes que o Bundestag possa votar em um novo Chanceler, o Chanceler pode solicitar ao Presidente Federal que dissolva o Bundestag e convoque novas eleições. Caso o Bundestag seja dissolvido antes do fim do período de quatro anos, as eleições devem ocorrer dentro de 100 dias. A data exata da eleição é escolhida pelo Presidente e deve ser em um domingo ou feriado.
Cidadãos alemães com mais de 18 anos que residam na Alemanha há pelo menos três meses são elegíveis para votar. A elegibilidade para candidatura é essencialmente a mesma.
O poder legislativo federal na Alemanha tem um parlamento unicameral — o Bundestag (Parlamento Federal); o Bundesrat (Conselho Federal) representa os Estados (particularmente os governos estaduais) e não é considerado uma câmara, pois seus membros não são eleitos. O Bundestag é eleito por um sistema proporcional misto. O Bundestag tem 598 membros nominais, eleitos para um mandato de quatro anos. Metade, 299 membros, é eleita em distritos de membro único pelo sistema voto majoritário simples, enquanto os outros 299 membros são alocados a partir de listas partidárias para obter uma distribuição proporcional na legislatura, realizada segundo um sistema de representação proporcional misto. Os eleitores votam uma vez para um representante distrital e uma segunda vez para um partido, e as listas são usadas para equilibrar a distribuição dos partidos de acordo com os votos da segunda escolha. Cadeira extra pode aumentar o número nominal de 598 membros: por exemplo, na eleição federal alemã de 2009, houve 24 cadeiras extras, totalizando 622 assentos. Isso ocorre quando partidos maiores ganham mais distritos uninominais do que o total determinado pelo seu voto proporcional de partido.
A Alemanha tem um sistema multipartidário com dois partidos políticos historicamente fortes e outros terceiros partidos também representados no Bundestag. Desde 1990, incluindo os resultados da mais recente eleição federal em 2021, apenas seis principais partidos conseguiram garantir representação no Bundestag (considerando CDU e CSU como um, e excluindo partidos de grupos minoritários reconhecidos, como o SSW, que são isentos do limite de 5% normalmente exigido para obter assentos na lista partidária).
Em 2008, algumas modificações ao sistema eleitoral foram exigidas por uma decisão do Tribunal Constitucional Federal da Alemanha. O tribunal determinou que uma provisão na Lei Eleitoral Federal tornava possível que um partido perdesse assentos devido ao aumento de votos, violando a garantia constitucional de um sistema eleitoral igual e direto.«Decisão do Tribunal Constitucional Federal sobre a Lei Eleitoral Federal». Bverfg.de. 3 de julho de 2008. Consultado em 20 de setembro de 2013
O tribunal deu três anos para que a lei fosse alterada. Assim, a eleição federal alemã de 2009 ocorreu sob o sistema anterior. As mudanças deveriam ser feitas até 30 de junho de 2011, mas a legislação adequada não foi concluída até o prazo. Uma nova lei eleitoral foi promulgada no final de 2011, mas novamente declarada inconstitucional pelo Tribunal Constitucional Federal após ações movidas pelos partidos de oposição e por um grupo de aproximadamente 4.000 cidadãos.
Por fim, quatro das cinco bancadas no Bundestag concordaram com uma reforma eleitoral que aumentará o número de assentos conforme necessário para garantir que qualquer cadeira extra seja compensada por meio de assentos niveladores, garantindo total proporcionalidade de acordo com a participação partidária a nível nacional.Projeto de Lei de alteração da Lei Eleitoral Federal. 11 de dezembro de 2012. Acesso em 25 de dezembro de 2012. O Bundestag aprovou e promulgou a nova reforma eleitoral em fevereiro de 2013.